# Карпинтейро, Виктор
Виктор Карпинтейро (исп. Victor Carpinteiro) (место рождения — Мексика) — мексиканский актёр.

## Биография
Родился в Мексике. В Мексиканском кино дебютировал в 1986 году и до 2005 года успел сняться в 27 работах в кино, из которых 4 — телесериалы, остальное — кинофильмы. Он не только успел сняться у себя на родине в Мексике, ну а также в Канаде и США, где в одном фильме успел вместе сняться с Арнольдом Шварценеггером. В России актёр знаменит благодаря тому, что 3 из 4 сериалов с успехом прошли у нас — Просто Мария, Узы любви и Мне не жить без тебя, а также с успехом прошли несколько полнометражных фильмов. После 2005 года биография актёра обрывается.

## Фильмография

### Сериалы

#### Televisa
- 1986-90 — Отмеченное время — Педро.
- 1989-90 — Просто Мария — глухонемой слуга Росендо и Камелии.
- 1995 — Узы любви — Хавьер.
- 1996 — Мне не жить без тебя — Роберто.

### Фильмы

#### Мексика
- 1989 — Свидание со смертью — Кампесино.
- 1990 — Умереть в заливе — Чараро.
- 1991 — Любовь во время истерии — Мостесума.
- 1991 — Что, цвет твоих глаз зелёный?
- 1991 — Идеальная пара
- 1992 — Кабаре границы
- 1994 — Блуждающий — Марио.
- 1996 — Хулио и его ангел — Альфонсо.
- 1997 — Эсмеральда приходит по ночам — Роке, журналист.
- 2002 — Симон. Настоящий мужчина

#### США
- 1989 — Ромеро — Национальный Гвардеец.
- 1989 — Старый Гринго — Иларио.
- 2001 — Возмещение ущерба — Карлос.
- 2003 — Однажды в Мексике: Отчаянный 2 — Лефт Нут.

- Информация взята из мексиканских актёрских ресурсов.